# Глазур (кулінарія)

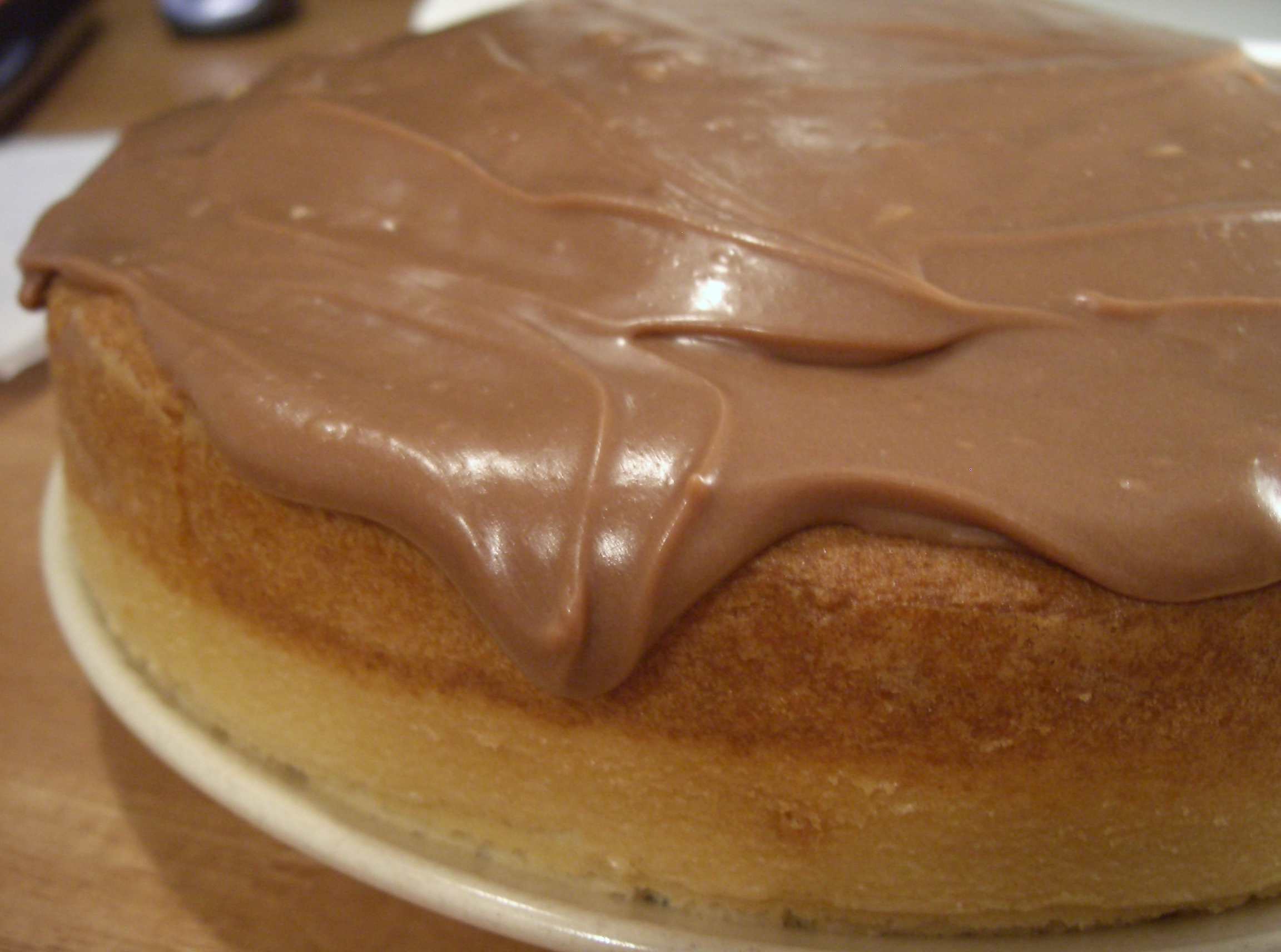
Пиріг, покритий шоколадною глазур'ю

Глазу́р (нім. Glasur, від Glas — «скло») — спеціально приготовлений густий солодкий сироп, яким покривають кондитерські вироби, а також застиглий шар такого сиропу. У деяких сортах цукерок корпуси покривають зверху глазур'ю з шоколаду, помадки або карамелі, і називаються вони глазурованими. Глазур  — кондитерський напівфабрикат. Глазур виробляють з вершкового масла, рослинних жирів, цукру, з доданням какао-продуктів, сухих молочних продуктів, продуктів перероблення фруктів, ягід, овочів, харчових добавок.

## Умовна класифікація
- Шоколадна глазур — глазур, до складу якої входить щонайменше 25 % загального сухого залишку какао-продуктів, у тому числі не менше 12 % какао-масла.
- Молочна шоколадна глазур — глазур, до складу якої входять не менше 15 % загального сухого залишку какао, не менше 5 % какао-олії, не менше 12 % сухих речовин молока та (або) продуктів його переробки, не менше 2,5 % молочного жиру.
- Біла шоколадна глазур — глазур, до складу якої входять не менше 10 % какао-масла, не менше 14 % сухих речовин молока та (або) продуктів його переробки, у тому числі не менше 2,5 % молочного жиру.
- Кондитерська глазур — глазур, що складається з цукру, какао-продуктів і жиру — замінника какао-масла лауринового або нелауринового типу.
- Цукрова глазур — глазур, що складається з цукру і води, що містить не менше 78 % сухих речовин.
- Королівська глазур — тверда біла глазур, виготовлена з м'яко збитих яєчних білків, цукрової пудри і іноді соку лимона або лайма.